# Парламентские выборы в Норвегии (2021)
Парламентские выборы в Норвегии прошли 13 сентября 2021 года для избрания 169 депутатов Стортинга. Победу одержали силы левоцентристской оппозиции, получившие 100 мандатов: крупнейшая из них Рабочая партия потеряла одно место, зато Социалистическая левая партия, Зелёные и особенно Партия Центра и марксистская партия «Красные» показали значительный рост.
Поздно ночью 13 сентября премьер-министр Эрна Сульберг, лидер Консервативной партии, признала поражение на выборах. Она поблагодарила своих сторонников и сказала, что гордится достижениями правительства, сделанными за восемь лет правоцентристского правления. Йонас Гар Стёре, глава Рабочей партии, заявил: «Теперь мы можем сказать: мы сделали это!», — обращаясь к своим сторонникам вскоре после того, как Сульберг признала поражение. Сульберг позвонила Стёре и поздравила его с победой на выборах.
Международные СМИ отметили, что после этих выборов все пять стран Северной Европы — Дания, Исландия, Норвегия, Финляндия и Швеция — будут управляться левоцентристскими правительствами, впервые с 1959 года.

## Предвыборная обстановка
На предыдущих выборах 2017 года лидер консерваторов Эрна Сульберг сохранила свой пост премьер-министра после четырёх лет пребывания у власти. Её премьерство также получило поддержку Партии прогресса, Либеральной партии и Христианской народной партии, которые вместе имели 88 из 169 мест парламента. Оппозиция, возглавляемая лидером Рабочей партии Йонасом Гар Стёре, получила 81 место. Другие оппозиционные партии включали Партию Центра, Социалистическую левую партию, Зелёных и Красных.
Христианские демократы на партийной конференции проголосовали за присоединение к правительству Сульберг 2 ноября 2018 года, а 16 января 2019 года консерваторы Сульберг заключили соглашение с Христианско-демократической партией. Это стало первым с 1985 года случаем, когда в Норвегии было сформировано правительство большинства, представляющее правые партии в Стортинге.
20 января 2020 года Партия прогресса решила выйти из правительства из-за решения Сульберг репатриировать связанную с «Исламским государством» женщину и её детей обратно в Норвегию. Тем не менее, Сульберг заявила, что она и её партия продолжат возглавлять правительство меньшинства, в котором остались также либералы и христианские демократы.

## Избирательная система
На парламентских выборах в Норвегии используется пропорциональное представительство по партийным спискам в 19 многомандатных округах. Число депутатов, избираемых от каждого округа, варьирует от 4 до 19. Количество мест для каждого округа рассчитывается на основе численности населения и географического размера округа. Для распределения 169 парламентских мест между 19 округами используется двухуровневая формула, в которой каждый житель учитывается как одно очко, а каждый квадратный километр — 1,8 очка.
150 мест являются местами обычного округа. Они присуждаются на основе результатов выборов в каждом округе и не зависят от результатов в других округах. Девятнадцать оставшихся мест (по одному для каждого округа) являются так называемыми «выравнивающими местами». Они отдаются партиям, которые получили в округах меньшее количество мест, чем они могли бы получить в соответствии с их долей в общенациональном народном голосовании. Расчёт осуществляется по модификацированному методу Сент-Лагю. Партия должна набрать 4 % голосов избирателей, чтобы получить выравнивающие, или компенсационные, места, но всё же может получить места в округах, даже если она не достигает этого порога. Система распределения мест смещена в пользу сельских районов, так как площадь округа является фактором, но система компенсационных мест снижает влияние, которое это оказывает на окончательное количество депутатов от партии.

## Опросы общественного мнения

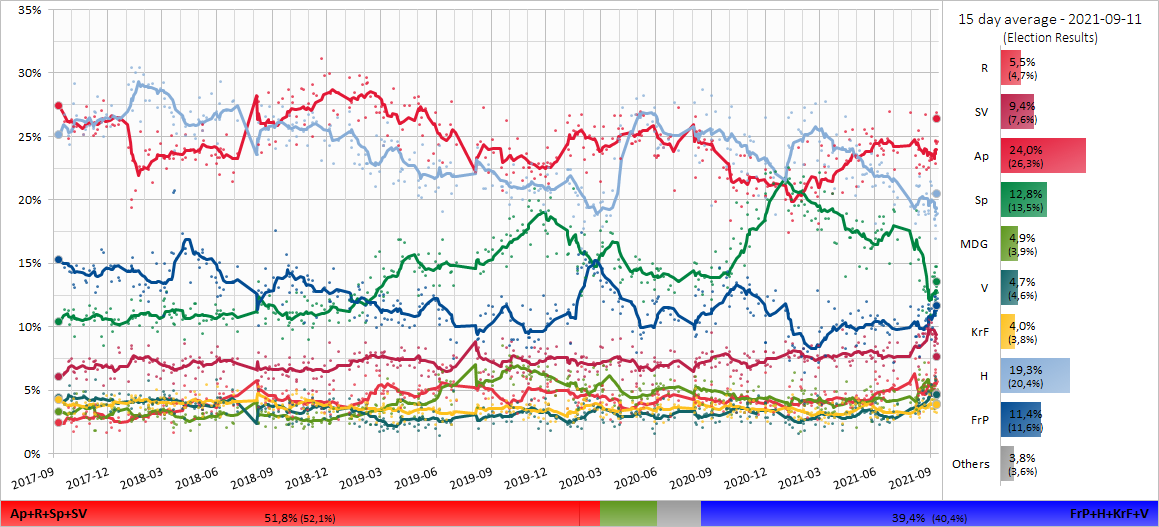
Общественная поддержка партий перед выборами 2021 года

## Результаты

Наиболее популярные партии по регионам (слева) и муниципалитетам (справа)

| Партия                                                                        | Партия                                | Голосов   | Голосов | Голосов | Мест | Мест  |
| Партия                                                                        | Партия                                | #         | %       | ±       | #    | ±     |
| ----------------------------------------------------------------------------- | ------------------------------------- | --------- | ------- | ------- | ---- | ----- |
|                                                                               | Рабочая партия                        | 761 581   | 26,4 %  | -1,0 %  | 48   | -1    |
|                                                                               | Консервативная партия                 | 590 781   | 20,5 %  | -4,6 %  | 36   | -9    |
|                                                                               | Партия Центра                         | 392 454   | 13,6 %  | +3,3 %  | 28   | +9    |
|                                                                               | Партия прогресса                      | 338 259   | 11,7 %  | -3,5 %  | 21   | -6    |
|                                                                               | Социалистическая левая партия         | 216 289   | 7,5 %   | +1,4 %  | 13   | +2    |
|                                                                               | Красные                               | 135 720   | 4,7 %   | +2,3 %  | 8    | +7    |
|                                                                               | Либеральная партия                    | 129,553   | 4.5 %   | +0.1 %  | 8    | -     |
|                                                                               | Партия зелёных                        | 111 117   | 3,8 %   | +0,6 %  | 3    | +2    |
|                                                                               | Христианская народная партия          | 110 115   | 3,8 %   | -0,4 %  | 3    | -5    |
|                                                                               | Демократы в Норвегии                  | 33 338    | 1,2 %   | +1,0 %  | 0    | 0     |
|                                                                               | Партия пенсионеров                    | 18 717    | 0,6 %   | +0,2 %  | 0    | 0     |
|                                                                               | Христиане                             | 10 185    | 0,4 %   | +0,1 %  | 0    | 0     |
|                                                                               | Партия промышленности и бизнеса       | 9 769     | 0,3 %   | +0,3 %  | 0    | новая |
|                                                                               | Центристская партия                   | 7 543     | 0,3 %   | +0,3 %  | 0    | новая |
|                                                                               | Партия здоровья                       | 6 313     | 0,2 %   | -0,1 %  | 0    | 0     |
|                                                                               | Фокус на пациенте                     | 4 908     | 0,2 %   | +0,2 %  | 1    | новая |
|                                                                               | Капиталистическая партия              | 4 325     | 0,1 %   | -       | 0    | 0     |
|                                                                               | Народное действие Нет платным дорогам | 3 357     | 0,1 %   | +0,1 %  | 0    | новая |
|                                                                               | Альянс — Альтернатива для Норвегии    | 2 418     | 0,1 %   | +0,1 %  | 0    | 0     |
|                                                                               | Пиратская партия                      | 2 259     | 0,1 %   | -       | 0    | 0     |
|                                                                               | Коммунистическая партия               | 303       | 0,0 %   | -       | 0    | 0     |
|                                                                               | Феминистская инициатива               | 275       | 0,0 %   | -       | 0    | 0     |
|                                                                               | Партия поколения                      | 172       | 0,0 %   | -0.1 %  | 0    | новая |
|                                                                               | Береговая партия                      | 167       | 0,0 %   | -       | 0    | 0     |
|                                                                               | Спасти природу                        | 96        | 0,0 %   | -       | 0    | новая |
| Всего                                                                         | Всего                                 |           | 100.0   | -       | 169  | ±0    |
| Недействительных/пустых бюллетеней                                            | Недействительных/пустых бюллетеней    | 18 447    |         |         | -    | -     |
| Зарегистрированных избирателей / Явка                                         | Зарегистрированных избирателей / Явка | 3 891 736 | 76,5 %  |         | -    | -     |
| Источник: valgresultat.no Архивная копия от 20 января 2022 на Wayback Machine |                                       |           |         |         |      |       |